# Bengt Axelsson
Bengt Lars Erik Axelsson, född 18 mars 1956 i Norra Solberga församling i Jönköpings län, är en svensk militär.

## Biografi
Axelsson avlade officersexamen vid Krigsskolan 1979 och utnämndes samma år till löjtnant vid Göta ingenjörregemente, där han befordrades till kapten 1982. Han befordrades till major 1987 och till överstelöjtnant 1995. År 1998 befordrades han till överste, varpå han var chef för Smålandsbrigaden 1998–2000 och chef för Göta ingenjörregemente 2000–2003. Han befordrades till brigadgeneral 2003, varefter han var utbildningsinspektör i Högkvarteret 2003–2007 (i Grundorganisationsledningen 2003–2005 och i Insatsstaben 2005–2007). Axelsson var vicerektor vid Försvarshögskolan 2008–2017,[källa behövs] varefter han är strategisk rådgivare där.
Bengt Axelsson invaldes som ledamot av Kungliga Krigsvetenskapsakademien 2002.